# KMGU
Der KMGU (russisch Контейнер малогабаритных грузов унифицированный, Einheitsbehälter für Kleinmunition) ist ein in der Sowjetunion entwickelter Streumunitionsbehälter, der mit Flugzeugen und Hubschraubern zum Einsatz gebracht wird. Der Ausstoßbehälter dient zur Bekämpfung von Flächenzielen.

## Entwicklung
Der KMGU wurde in den 1980er-Jahren von NPO Wympel entwickelt und Mitte 1993 erstmals der Öffentlichkeit präsentiert. Die Serienproduktion übernahm SRPE Basalt in Moskau. Der Vertrieb erfolgt durch Aviaexport und Rosoboronexport.

## Technik
Der KMGU-Ausstoßbehälter verfügt über einen zylinderförmigen Rumpf mit einem ovalen Querschnitt. An der Front läuft der Behälter spitz zu. Am ogivalen Heck können vier Stabilisierungsflügel angebracht werden. Der Rumpf besteht aus einem Stahlrahmen mit einer Aluminiumhülle. An der Rumpfunterseite sind vier pneumatische Klappen angebracht, durch die der Ausstoß der Streumunition erfolgt. Die Streumunition wird in BKF-Kassetten verpackt in den KMGU-Ausstoßbehälter geladen. Der KMGU-Behälter kann mit maximal acht BKF-Kassetten beladen werden. Der KMGU-Ausstoßbehälter wird am Boden mit der entsprechenden Streumunition oder Minen beladen und danach an der Universalstartschiene APU-68U der Flugzeuge befestigt. Nach dem Abwurf der Streumunition verbleibt der Ausstoßbehälter am Flugzeug und kann nach der Landung wieder neu beladen werden. In Notfällen kann der KMGU-Behälter auch im Flug abgeworfen werden. Über dem Ziel werden die BKF-Kassetten ausgestoßen, welche sich mit einer kurzen Verzögerung öffnen und die Streumunition freigeben. In Abhängigkeit von Flughöhe und Fluggeschwindigkeit verteilt sich die Streumunition über ein großes Gebiet. Der KMGU-Submunitionsbehälter kann in einem Höhenbereich von 30 bis 1.000 m sowie einem Geschwindigkeitsbereich von 100 bis 1.100 km/h eingesetzt werden.
| Streumunition          | Streumunition pro BKF-Kassette | Streumunition im KMGU | Sprengkopf und Wirkung                                                                  |
| ---------------------- | ------------------------------ | --------------------- | --------------------------------------------------------------------------------------- |
| AO-2,5RTM              | 12                             | 96                    | Splitter-Streumunition, Splitterwirkungsradius 8–10 m                                   |
| PTAB-1M                | 31                             | 248                   | Hohlladungs-Streumunition mit panzerdurchschlagender Wirkung                            |
| PTAB-2,5RT/KO          | 12                             | 96                    | Hohlladungs-Streumunition mit kombinierter Splitter- und panzerdurchschlagender Wirkung |
| OSD-OD                 | 1                              | 8                     | Aerosolbombe zur Bekämpfung von Material und Weichzielen                                |
| ODS-35                 | 1                              | 8                     | Aerosolbombe zur Bekämpfung von Material und Weichzielen                                |
| LBOk-1                 | 36                             | 288                   | Splitter-Streumunition                                                                  |
| PFM-1S                 | 156                            | 1.248                 | Antipersonenmine                                                                        |
| POM-1S                 | 24                             | 192                   | Antipersonenmine                                                                        |
| PTM-3                  | 12                             | 96                    | Panzermine                                                                              |
| IRR                    | 102                            | 510                   | Streumunition mit CS-Tränengas                                                          |
| BAS-2P (9-A-3109)      | 12                             | 96                    | Streumunition mit 5,76 kg chemischem Kampfstoff Soman                                   |
| OBAS-2.5-KS (9-A-3052) | 12                             | 96                    | Splitter-Streumunition mit 2,16 kg chemischem Kampfstoff VX                             |

## Varianten
- KMGU: 1. Serienversion
- KMGU-2: 2. Serienversion mit abgeänderter Rumpfform und modifizierten BKF-Kassetten.[8][9]

## Verbreitung
- Angola
- Äthiopien
- Elfenbeinküste
- Georgien
- Indien
- Irak
- Jemen
- Kroatien
- Libyen
- Mongolei
- Polen
- Ukraine
- Ungarn
- Usbekistan
- Rumänien
- Russland
- Simbabwe
- Tschechien[10][11]

## Einsatz
Der KMGU-Ausstoßbehälter kam erstmals während der sowjetischen Intervention in Afghanistan zum Einsatz. Danach kam der KMGU bei Operationen in Dagestan, Tadschikistan und im Tschetschenienkrieg zum Einsatz. Weiter wurde der KMGU im Ersten Golfkrieg, bei Grenzkonflikten zwischen Indien und Pakistan sowie bei Auseinandersetzungen auf dem afrikanischen Kontinent eingesetzt.

## Trägerflugzeuge
- Mikojan-Gurewitsch MiG-27 Flogger
- Mikojan-Gurewitsch MiG-29 Fulcrum
- Mikojan-Gurewitsch MiG-35 Fulcrum
- Suchoi Su-17 Fitter
- Suchoi Su-22 Fitter
- Suchoi Su-24 Fencer
- Suchoi Su-25 Frogfoot
- Suchoi Su-30 Flanker
- Suchoi Su-34 Fullback
- Suchoi Su-35 Flanker
- Mil Mi-24 Hind
- Mil Mi-28 Havoc
- Kamow Ka-29 Helix-B
- Kamow Ka-52 Hokum[8][13]